# Apalacris annulipes
Apalacris annulipes är en insektsart som först beskrevs av Bolívar, I. 1890.  Apalacris annulipes ingår i släktet Apalacris och familjen gräshoppor. Inga underarter finns listade i Catalogue of Life.